# David Steindl-Rast
David Steindl-Rast (Bécs, 1926. július 12. –) osztrák születésű amerikai bencés szerzetes, római katolikus teológus, antropológus, pszichológus és író.
David Steindl-Rast a Bécsi Művészeti Akadémián szerzett magiszteri oklevelet majd 1952-ben a Bécsi Egyetemen PhD fokozatot. Még ez évben családjával az Amerikai Egyesült Államokba költözött, ahol 1953-ban csatlakozott az újonnan alapított Mount Savior bencés közösséghez. (Elmira, NY.), melynek jelenleg is tagja.
1966-ban hivatalos küldöttként részt vett a buddhista-keresztény párbeszédben és elkezdett zen meditációt tanulni. A későbbiekben a keresztény és távol-keleti spiritualitás közötti hídépítés egyik meghatározó alakja lett. A vallásközi dialógus mellett a társadalmi felelősségvállalás és a világbéke elkötelezett szószólója.
Thomas Mertonnal együtt jelentős szerepe volt az amerikai vallási élet megújulásában. 1970-től az Ima Háza nevű mozgalom vezető alakja.
David atya eredeti gondolatai a tudományos kutatás fókuszába is kerültek: 1972-től, az első vallásközi szimpózium megrendezésétől kezdve befolyásolták Robert Emmons, Martin Seligman és más kutatók eredményeit a meditáció és a pozitív pszichológia közötti párhuzamok tekintetében. David atya koncepciója a hála szerepéről a politikai és altruista megnyilvánulásokban, a hála és a boldogság kapcsolata valamint a kontemplatív gyakorlatok hatása a személyiségfejlődésre és az egészségre szintén hozzájárultak a spirituális gyakorlatokról alkotott tudományos kép megváltozásához. David Steindl-Rast tagja az emberi tudatosság átalakítását célul tűző Lindisfarne Egyesületnek.
David atya rendkívül termékeny író, több mint 500 cikk és 30 könyv illetve fejezet szerzője. 1998-ban és 2002-ben is szerepelt a legjobb spirituális szerzők között.
David Steindl-Rast társalapítója és szellemi vezetője a Háló a Hálás Életért (A Network for Grateful Living) nevű szervezetnek, melynek célja a hála mint átalakító erő befolyásának növelése az egyének és a társadalom életében.

## Főbb művei
- 1984, Gratefulness, the Heart of Prayer: An Approach to Life in Fullness
- 1991, Belonging to the Universe: Explorations on the Frontiers of Science and Spirituality, coauthored with Fritjof Capra and Thomas Matus
- 1995, Music of Silence: A Sacred Journey through the Hours of the Day, coauthored with Sharon LeBell
- 1996, The Ground We Share: Everyday Practice, Buddhist and Christian, coauthored with Robert Aitken
- 1999, A Listening Heart: The Spirituality of Sacred Sensuousness
- 2002, Words of Common Sense for Mind, Body and Soul

David Steindl-Rast közreműködése mások műveiben:
- Bevezető, Words of Gratitude for Mind, Body, and Soul, by Robert A. Emmons and Joanna Hill
- Utószó, Benedict's Dharma: Buddhists Reflect on the Rule of Saint Benedict, by Norman Fischer, Joseph Goldstein and Judith Simmer-Brown, edited by Yifa, and Patrick Henry

### Magyarul
- Credo. A mindent összekötő hit; ford. Szabóné Révész Mária; Kairosz, Bp., 2011

## Külső hivatkozások
- Háló a Hálás Életért
- Henri J.M. Nouwen: Knowing Brother David
- David atya: Egy jó nap (videó)